# ماوريزيو لاورو
ماوريزيو لاورو (بالإيطالية: Maurizio Lauro)‏ (12 مارس 1981 في إيطاليا - ) هو لاعب كرة قدم إيطالي في مركز الظهير. شارك مع منتخب إيطاليا تحت 16 سنة لكرة القدم ومنتخب إيطاليا تحت 17 سنة لكرة القدم. أما مع النوادي، فقد لعب مع نادي أسكولي ونادي أنكونا ونادي ترنانا ونادي تشيزينا ونادي ريجينا ونادي كييتي كالسيو الرياضي وASD Victor San Marino ‏.

## روابط خارجية
- ماوريزيو لاورو على موقع إي إس بي إن إف سي (الإنجليزية)
- ماوريزيو لاورو على موقع قاعدة بيانات كرة القدم.إي يو (الإنجليزية)
- ماوريزيو لاورو على موقع Soccerway.com (الإنجليزية)
- ماوريزيو لاورو على موقع عالم كرة القدم.نت (الإنجليزية)